# District de Masyaf

Localisation au sein du gouvernorat

Le district de Masyaf (ou Massyaf) est un district syrien dépendant du gouvernorat de Hama. Il avait une population de 169 341 habitants en 2004. Son chef-lieu administratif est la ville de Masyaf. Sa superficie est de 804,06 km2.

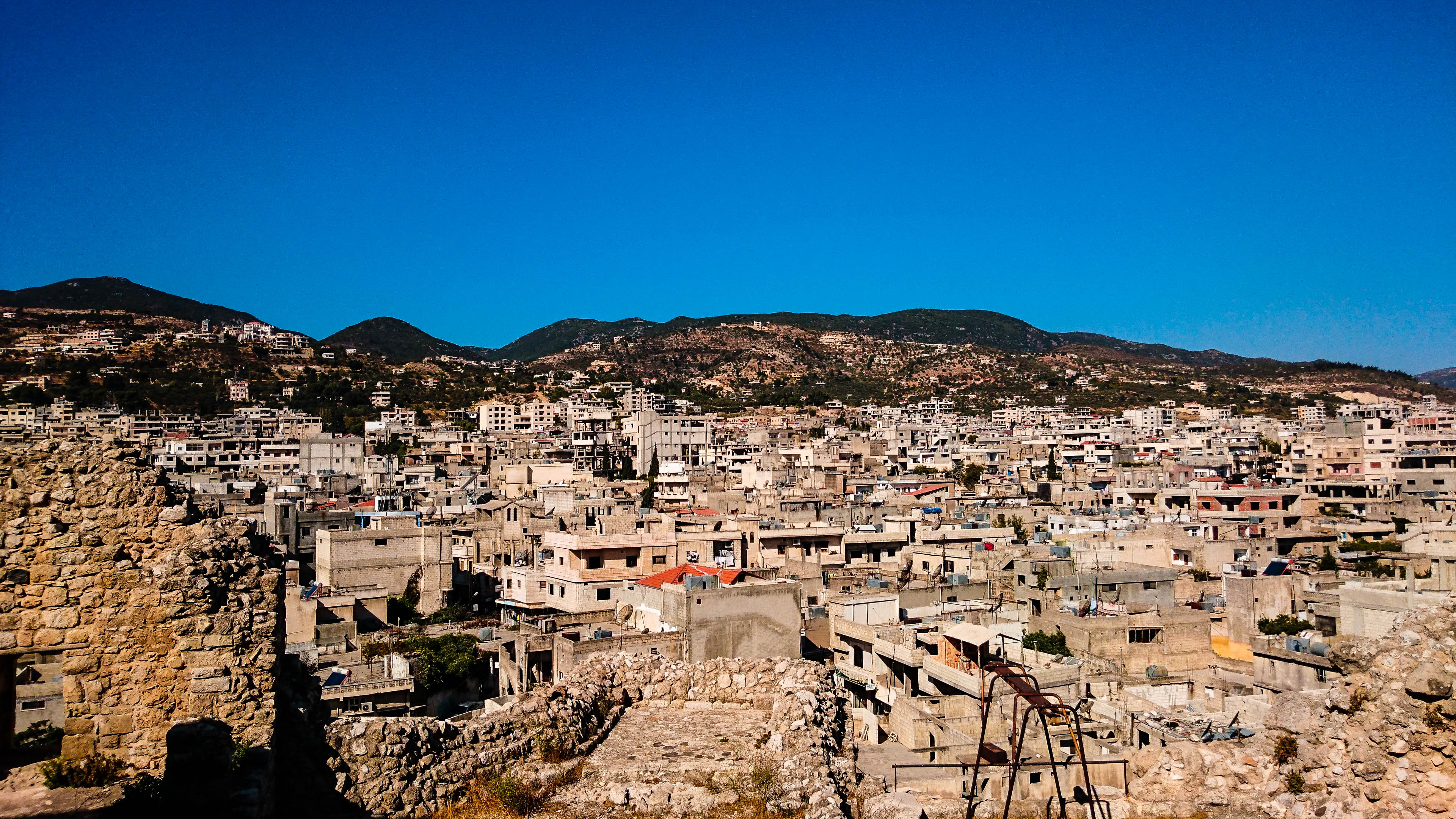
District de Masyaf – Vue

## Sous-districts
Il est divisé en cinq sous-districts ou nahiés:
- Masyaf (ناحية مصياف)
- Djeb Ramlah (ناحية جب رملة)
- Nahié d'Aoudj (ناحية عوج)
- Ayn Halakim (ناحية عين حلاقيم)
- Wadi al-Ouyoun (ناحية وادي العيون)